# Isabel Noronha
Isabel Helena Vieira Cordato de Noronha, kurz Isabel Noronha (* 18. März 1964 in Lourenço Marques, Portugiesisch-Ostafrika) ist eine mosambikanische Regisseurin und Filmemacherin.

## Leben

### Weg zum Film
Isabel Noronha wurde 1964 in der Hauptstadt der portugiesischen Kolonie Ostafrika (Mosambik), Lourenço Marques (heute Maputo), geboren. Ihr Vater war goesischer Arzt, ihre Mutter, Mosambikanerin, arbeitete im Sozialdienst. Nach der Unabhängigkeit Mosambiks und der Machtübernahme durch die FRELIMO ging sie zunächst in den Untergrund und war de facto arbeitslos.
Durch Zufall stieß Noronha Anfang der 1980er Jahre auf eine Gruppe um Camilo de Sousa, Machado da Graça und Luís Carlos Patriquim, die den ersten mosambikanischen Langfilm O Tempo dos Leopardos (dt.: Die Zeit der Leoparden), eine mosambikanisch-jugoslawische Gemeinschaftsproduktion, drehte. Noronhas Interesse war geweckt, sie schloss sich der Gruppe letztendlich an und unterstützte sie als Produktionsassistentin. Den Regisseur des Filmes, Camilo de Sousa, heiratete Noronha später. Ab 1984 arbeitete Noronha am Instituto Nacional de Cinema (heute das Instituto Nacional de Audiovisual e Cinema) in Maputo. Unter anderem war sie an der Produktion des wöchentlichen Programms Kuxa Kanema beteiligt, ein staatliches Propagandaformat. 1987 produzierte sie ihren ersten Film Manjacaze.
Gemeinsam mit Camilo de Sousa gründete Noronha 1992 die ersten unabhängige Filmgenossengeschaft Mosambiks namens Coopimagem. Ebenso war sie Mitgründerin sowie des Verbandes der mosambikanischen Filmschaffen AMOCINE. Noronha selbst bezeichnet sich als Teil der „dritten Generation“ mosambikanischer Filmschaffender.
2010 war Noronha rotierende Kolumnistin der Tageszeitung O País. Die wöchentlichen Kolumne „Espelho da Vida“ teilte sie sich mit Licínio Azevedo, Luís Carlos Patraquim und Gabriel Mondlane. 2012 war sie Kolumnistin für die Wochenzeitung Sol, gemeinsam mit Lourenço do Rosário schrieb sie die Kolumne „Voz propria“.

### Filmisches Schaffen
Zu ihren bekanntesten filmischen Werken gehören die Dokumentationen „Assim na cidade“, „Sonhos guardados“ und „Ngwenya, o crocodilo“. Für letzteren Film, der die Arbeit und das Wirken des mosambikanischen Malers Malangatana zeigt, erhielt sie beim Filmfestival Mailand 2008 eine Auszeichnung für die beste Dokumentation Afrikas/Asiens/Lateinamerikas. Insgesamt konzentriert sich Noronha vor allem auf Dokumentationen und fiktionale Dokumentation, in denen es vor allem um die soziale Konstruktionen und Identitäten der mosambikanischen Gesellschaft geht. Im Jahr 2003 organisierte sie die Ausstellung Mozambicam Cinema, in der Filme gezeigt wurden, die nach der Unabhängigkeit des Landes entstanden waren.
2011 produzierte Noronha gemeinsam mit Vivian Altman (Brasilien), Firouzeh Khosrovani (Iran) und Irene Cardona (Spanien) eine Dokumentation mit dem Titel Espelho Meu, in dem es um das Selbstbild von Frauen in verschiedenen Kulturen geht. Für diesen Film erhielt Noronha den ersten Preis bei der DocumentaMadrid 2011 und beim Festival Mujerdoc 2012.

### Psychologische Ausbildung
Neben ihrer filmischen Tätigkeiten orientierte sich Noronha beruflich auf die Psychologie. Sie studierte unter anderem Klinische Psychologie am Instituto Superior Politécnico Universitário (ISPU), wo sie auch bis heute lehrt. Des Weiteren studierte sie einen Master in psychische Gesundheit und klinische Sozialpsychologie (Saúde Mental e Clínica Social) an der Universität León (Spanien).

## Filmografie (Auswahl)
- 1987: Manjacaze
- 1988: Hosi Katekisa Moçambique
- 1989: Genesis em azul
- 1990: Cuidados prénatais
- 1992: Assim na cidade
- 1993: As mães da terra
- 1994: Abc das eleições
- 1995: Cena lusófona
- 2005: Sonhos guardados
- 2007: Trilogia das novas famílias
  - Caminhos de Ser
  - Delfina, mulher menina
  - Ali Aleluia
- 2008: Ngwenya, o crocodilo
- 2008: Mãe dos Netos
- 2010: Salani (gemeinsam mit Vivian Altman)
- 2010: Maciene, para além do sonho
- 2011: Meninos de Parte Nenhuma (gemeinsam mit Vivian Altman)
- 2011: Espelho Meu (gemeinsam mit Vivian Altman, Firouzeh Khosrovani, Irene Cardona)
- 2014: Na Dobra da Capulana (gemeinsam mit Camilo de Sousa)
- 2018: O Homem Novo, entre a Luta e os Afectos (gemeinsam mit Camilo de Sousa)
- 2019: Sonhámos um País (gemeinsam mit Camilo de Sousa)